# Vakgebied
Een vakgebied is een terrein van beroepsmatig toegepaste kennis en vaardigheden waar mensen zich in kunnen specialiseren. Kenmerkend voor een vakgebied in een moderne samenleving is dat er een vakopleiding en ervaring vereist is om in dat vakgebied succesvol werkzaam te kunnen zijn. In traditionele samenlevingen worden ambachtelijke kennis en ervaring meestal overgedragen van vader op zoon of van moeder op dochter. Voor het uitwisselen van ervaring en vakkennis is meestal een jargon nodig, dat voor niet-vakgenoten moeilijk te volgen is.
De term vakgebied wordt gebruikt voor een werkterrein dat niet te algemeen is, zodat het te breed zou zijn voor één persoon om het volledig te beheersen. 
Bijvoorbeeld: "natuurwetenschap" of "biologie" zijn te algemeen om een vakgebied genoemd te worden. Binnen de biologie zijn er meerdere vakgebieden, bijvoorbeeld de entomologie.
Als een werkterrein echter té gespecialiseerd is, wordt het ook geen vakgebied genoemd. Als er bijvoorbeeld slechts één bioloog op de wereld onderzoek doet naar de anatomie van een bepaald botje van een bepaalde apensoort, kan dat werkterrein geen vakgebied genoemd worden. 
Het begrip 'vakgebied' veronderstelt vakgenoten.

## Algemeen
Enkele belangrijke groepen van vakgebieden zijn:
- Filosofisch vakgebied is een vakdiscipline binnen de filosofie.
- Medische specialismen: Aangezien de geneeskunde een wetenschap is, kan een medisch vakgebied ook als een wetenschappelijke discipline beschouwd worden, maar vaak ligt het accent meer op de concrete patiëntenzorg dan op wetenschappelijk onderzoek.
- Technische wetenschappen: Onderdelen van het geheel van technische vakgebieden
- Wetenschappelijke discipline ofwel een wetenschappelijk vakgebied

Naast de genoemde groepen van vakgebieden kan elk werkterrein of beroep waarvoor een aanzienlijke ervaring in dat beroep vereist is, een vakgebied genoemd worden.
Elk vakgebied is in ontwikkeling. Dit geldt voor wetenschappelijke vakgebieden, waar door experiment en theorievorming nieuwe kennis wordt ontwikkeld. Dit geldt evenzogoed voor technische vakken en voor veel beroepen. Nieuwe beoefenaars bouwen voort op het werk van hun voorgangers.

## Onderwerpen

### Arbeid
Werken is het aanbrengen van wenselijk geachte veranderingen in de omgeving door menselijke activiteit. Werk kan zowel lichamelijk als geestelijk zijn.
In economisch verband spreekt men van arbeid. Er wordt onderscheid gemaakt tussen betaald en onbetaald werk. Onbetaald werk voor derden waarbij geen sprake is van dwang wordt vrijwilligerswerk genoemd.
Er wordt onderscheid gemaakt tussen werkgevers en werknemers. Een werknemer is iemand die betaald werk verricht. Een werkgever is een natuurlijke persoon door wiens werk betaald werk voor anderen ontstaat, of een rechtspersoon waarbij werknemers in dienst zijn.

### Arbeidsdeling
Arbeidsdeling ofwel "arbeidverdeling" is het zodanig splitsen van de productiefactor arbeid in het productieproces zodat binnen de factor arbeid verschillende taken en verantwoordelijkheden, oftewel beroepen, kunnen worden toegekend. Arbeidsverdeling gaat uit van de ongelijkheid van mensen, dat specialisatie bij personen de productiviteit van het productieproces verhoogt.

### Discipline
Het begrip vakgebied is verwant aan het begrip 'discipline'. Het begrip discipline is bekend uit de wetenschap en uit de sport. Een werkterrein wordt een discipline genoemd, als het enige mate van institutionalisatie vertoond; als er bijvoorbeeld vakopleidingen, diploma's, en beroepsorganisaties zijn, waardoor de discipline strak omlijnd en duidelijk gedefinieerd is.
Het begrip vakgebied is wat losser gedefinieerd en wordt meer door de eisen van de praktijk bepaald. Een vakgebied kan bestaan uit slechts één discipline, maar kan ook meerdere disciplines in zich verenigen. Men spreekt dan van een multidisciplinair vakgebied (multi = meerdere). Een voorbeeld van een multidisciplinair vakgebied is milieukunde, dat disciplines als ecologie, scheikunde, geneeskunde en recht in zich verenigt. Het is echter gebruikelijker om te spreken over multidisciplinair onderzoek (eventueel binnen een bepaald vakgebied) dan over een multidisciplinair vakgebied.

### Specialisatie
Een kennisgebied of onderzoeksgebied kan opgesplitst worden in deelgebieden, die op hun beurt weer in kleinere specialisaties verdeeld kunnen worden.